# Municipio de Douglas (condado de Sac)
El municipio de Douglas (en inglés: Douglas Township) es un municipio ubicado en el condado de Sac en el estado estadounidense de Iowa. En el año 2010 tenía una población de 132 habitantes y una densidad poblacional de 1,42 personas por km².

## Geografía
El municipio de Douglas se encuentra ubicado en las coordenadas 42°30′56″N 94°58′31″O / 42.51556, -94.97528. Según la Oficina del Censo de los Estados Unidos, el municipio tiene una superficie total de 93.08 km², de la cual 92,82 km² corresponden a tierra firme y (0,28 %) 0,26 km² es agua.

## Demografía
Según el censo de 2010, había 132 personas residiendo en el municipio de Douglas. La densidad de población era de 1,42 hab./km². De los 132 habitantes, el municipio de Douglas estaba compuesto por el 99,24 % blancos, el 0,76 % eran asiáticos. Del total de la población el 1,52 % eran hispanos o latinos de cualquier raza.